# جبنة رونكال
جبنة رونكال ( Erronkariko gazta في لغة الباسك ) عبارة عن جبن حليب غنم صلب وكريمي. وهي مصنوعة في واحدة من سبع قرى في فالي دي رونكال بإسبانيا . تتمتع رونكال بوضع PDO .

## روابط خارجية
- artisanalcheese.com نسخة محفوظة 2007-10-11 على موقع واي باك مشين.